# 孙永生
孙永生（1929年—），男，河北沧州人，中国数学家、教育家，曾任北京师范大学数学系教授、博士生导师。